# متنزه كالانك الوطني
متنزه كالانك الوطني هو حديقة وطنية فرنسية يقع على ساحل البحر الأبيض المتوسط في إقليم بوش دو رون جنوب فرنسا.تم تأسيسها في عام 2012 وتمتد على مساحة تزيد عن 520 كيلومتر مربع (201 ميل مربع) ، منها 85 كيلومتر مربع (33 ميل مربع) هي اليابسة ، في حين أن الباقي عبارة عن منطقة بحرية.